# Passandra simplex
Passandra simplex is een keversoort uit de familie Passandridae. De wetenschappelijke naam van de soort is voor het eerst geldig gepubliceerd in 1867 door Murray.